# Ptychoglossus kugleri
Espèce
Ptychoglossus kugleri est une espèce de sauriens de la famille des Gymnophthalmidae.

## Répartition
Cette espèce est endémique du Venezuela. Elle se rencontre au Falcón, en Aragua et au Carabobo dans la Cordillère de la Costa.

## Étymologie
Cette espèce est nommée en l'honneur de Hans Gottfried Kugler (1893–1986).

## Publication originale
- Roux, 1927 : Contribution à l’erpétologie du Vénézuéla. Verhandlungen dem Naturforschenden Gesellschaft in Basel, vol. 38, p. 252—261.